# دوري جمهورية الدومينيكان لكرة القدم
دوري جمهورية الدومينيكان لكرة القدم هو الدوري الوطني لكرة القدم في جمهورية الدومينيكان.